# Theodelinda
Theodelinda (okolo 570–628) byla langobardská královna a dcera Garibalda I.
Roku 588 byla nejprve vdaná za Authariho, krále Langobardů, syna krále Clepha. Authari zemřel roku 590. Theodelindě nezbylo vzít si následujícího roku za muže Agilulfa, který se tak stal novým langobardským králem. Vyvíjela poté tlak na obnovení nicejského vyznání a následně jeho protlačení na hlavní pozici v Itálii na úkor ariánství.
Po Agilulfově konverzi ke křesťanství začala Theodelinda stavět v Lombardii a Toskánsku kostely, mezi nimi katedrálu v Monze nebo Baptisterium San Giovanni ve Florencii, všechny zasvěcené Janu Křtiteli.
Slavný poklad z Monzy obsahuje železnou korunu langobardských králů a theca persica, přiložené Evangelium podle Jana, které zaslal papež Řehoř I. Theodelindinu synovi Adaloaldovi. Dalším darem od tohoto papeže pro královnu, byl enkolpion (náprsní křížek), který obsahoval část svatého kříže.